# Полюс холода
По́люс хо́лода — район земного шара с наиболее низкими зарегистрированными температурами в полушарии или на всей планете.

## Южный полюс холода

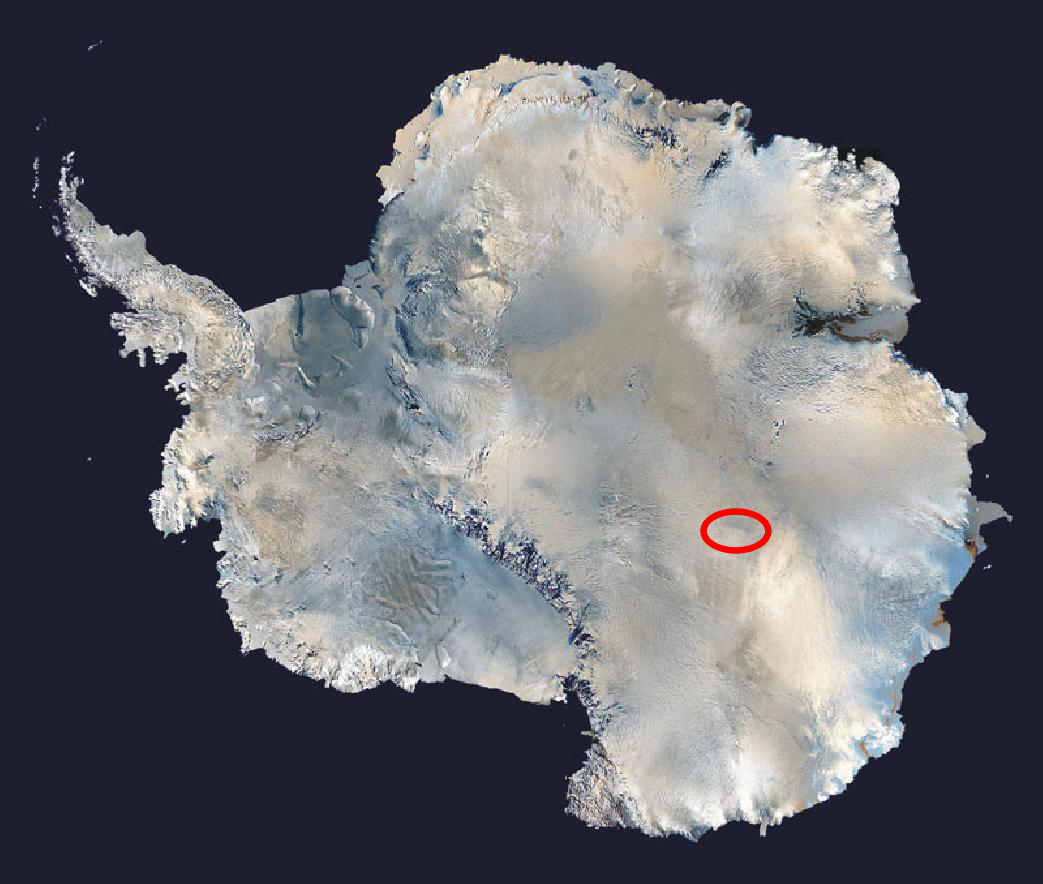
Расположение станции «Восток» (карта НАСА)

Южным полюсом холода считается станция «Восток», расположенная в Восточной Антарктиде — 78°28′ ю. ш. 106°48′ в. д.. 21 июля 1983 года там было зарегистрировано −89,2 °C, что признано самой низкой температурой воздуха на поверхности Земли, официально зарегистрированной за всё время наблюдений.
Однако в 2018 году исследовательская группа из Университета штата Колорадо информировала, что при анализе спутниковых измерений зафиксирована рекордно низкая температура на поверхности Земли, а именно в Антарктиде: минус 98,6 °C.
Ранее, 12 декабря 2013 года, на конференции Американского геофизического союза группа американских исследователей сообщила, что 10 августа 2010 года температура воздуха в одной из точек Антарктиды опускалась до −93,2 °С. Такой показатель был выявлен в результате анализа спутниковых данных НАСА. По мнению выступавшего с этим сообщением Теда Скамбоса (англ. Ted Scambos), полученное значение не будет зарегистрировано в качестве рекордного, поскольку определено в результате спутниковых измерений, а не с помощью термометра.
В дальнейшем учёные пересмотрели представленный в 2013 году результат с учётом новых данных: было установлено, что в действительности температура в период южной полярной ночи (большей частью в июле и августе) неоднократно опускалась до −98 °C. «Анализ спутниковых данных выявил рассеянные карманы очень холодного воздуха на Восточно-Антарктическом плато между куполами Аргус и Фуджи: температуры… в период с 2004 по 2016 год несколько раз достигали −98 градусов по Цельсию», — известили исследователи.

## Северный полюс холода
Существует несколько мнений о его точном месторасположении. В настоящее время основными претендентами являются три населённых пункта Якутии: город Верхоянск, сёла Томтор и Оймякон.
Кроме них в качестве северного полюса холода иногда рассматривают гору Логан в Канаде, где в мае 1991 года была зафиксирована температура −77,5 °C. Однако это утверждение довольно спорно, так как точка фиксации температуры лежит на высоте 5959 метров.
23 сентября 2020 г. Всемирная метеорологическая организация признала температуру −69,6 °C, зарегистрированную на автоматической метеорологической станции в Гренландии 22 декабря 1991 г., самой низкой из когда-либо зарегистрированных в Северном полушарии.
По мнению доктора исторических наук Павла Казаряна, полюс холода в Оймяконе является фальсификацией, появившейся в 1962 году.

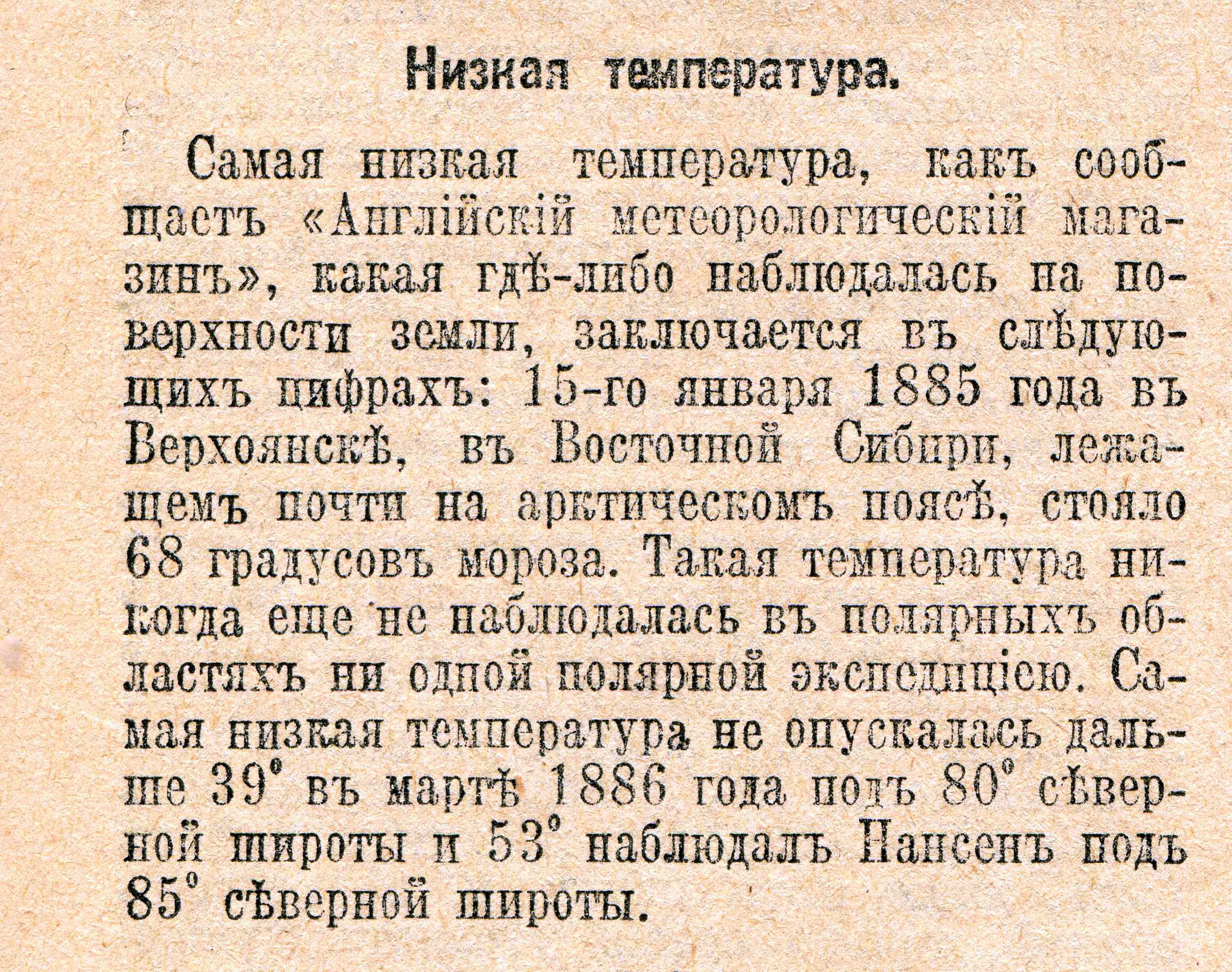
Верхоянск — полюс холода. 1910 год

### Верхоянск
15 (27) января 1885 года Коваликом С. Ф. в Верхоянске была зафиксирована температура −67,8 °C.
Противниками Верхоянска этот довод оспаривается на основании того, что в Оймяконе в то время измерения температуры ещё не проводились. Это возражение опровергается повторным фиксированием в феврале 1933 года такой же температуры.
Одновременно температура в Оймяконе составила −67,7 °C.
В письме Росгидромета от 22 августа 2005 года, направленном в ответ на обращение вице-президента Якутии Александра Акимова, сказано, что Верхоянск − место, где зарегистрирована самая низкая температура в Северном полушарии.
В 2017 году планировалось создание туристического кластера «Верхоянск — полюс холода», проект которого был подготовлен телеведущим и председателем комиссии по имиджу и развитию туризма Общественной палаты РС(Я) Андреем Хорошевым (И).

### Оймяконская котловина

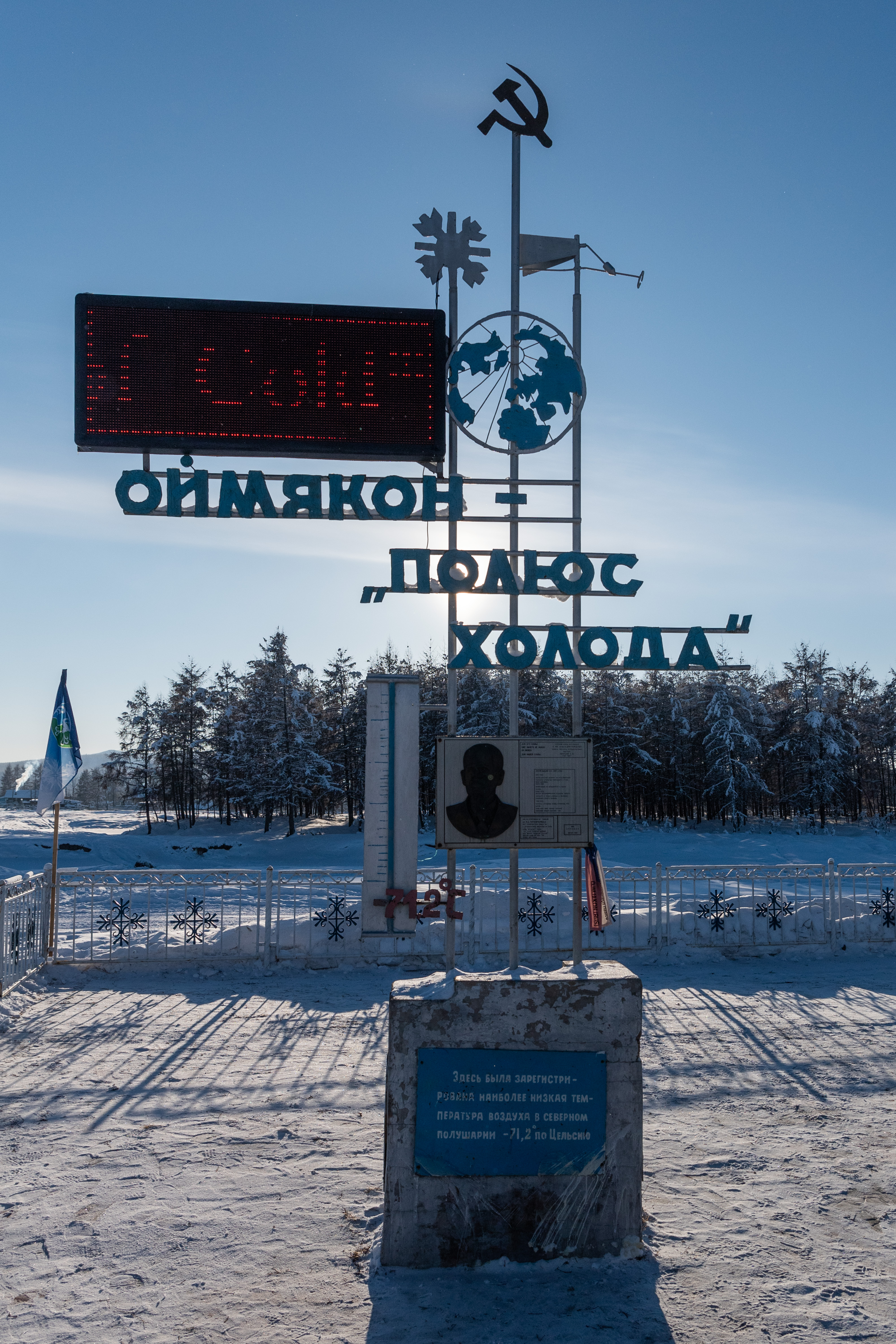
Памятный знак «Оймякон — „полюс холода“»

Статус полюса холода разделяют сёла Томтор и Оймякон, находящиеся в 38 километрах друг от друга в оймяконской впадине.
В феврале 1933 года в Крест-Томторе была зарегистрирована температура −67,7 °C, что выше минимальной температуры в Верхоянске на 0,1 °C.
Согласно работам С. В. Обручева, совместно с К. А. Салищевым была зафиксирована температура −71,2 °C, то есть самая низкая для северного полушария. Однако, так как документальное подтверждение подлинности замеров отсутствует, официально они не признаны.
В 1934 году метеорологическая станция Крест-Томтора была перенесена в Оймякон.
По другим данным, рекордной считается температура −77,8 °C, зарегистрированная в 1938 году. На основании этого делается вывод, что Оймякон — самое холодное место на планете, так как, хотя на станции «Восток» и была отмечена самая низкая температура, но станция расположена на высоте 3488 м над уровнем моря, и, если привести оба температурных показателя к уровню моря, абсолютным чемпионом будет признан Оймякон.
Сторонники Оймякона доказывают свою правоту также тем, что «абсолютные годовые минимумы ниже, чем в Верхоянске в среднем на 3,5 °C» (письмо Государственной Главной геофизической обсерватории).
В СНиП 23-01-99 «Строительная климатология» с учётом изменений (Постановление Госстроя России от 24 декабря 2002 года № 164) с 1 января 2003 года абсолютный минимум температур для Верхоянска и Оймякона принят одинаковым и равным −68 °C.
С 2001 года в Томторе весной ежегодно проходит международный фестиваль «Полюс холода».

## Полюс холода Солнечной системы
Минимальная температура в Солнечной системе (-247 °C) зафиксирована не на её окраинах, а в лунном кратере Эрмит.